# Хосрави
Мохаммад Бакер Мирза Хосрави Керманшахи ( перс.  محمدباقر میرزا خسروی کرمانشاهی‎ ) или Мохаммад Бакер Мирза Доулятшах ( перс.  محمد باقر میرزا دولتشاه‎ ), также известный как Хосрави ( перс.  خسروی‎ ) — выдающийся персидский писатель и поэт XIX-XX веков (1849 год, Керманшах, Персия — 1919 год, Тегеран, Персия). Один из основоположников современной иранской прозы и автор первого исторического романа в истории иранской литературы.

## Жизнь
Хосрави был сыном принца Мохаммада Рахима, внука Фатх-Али Шаха Каджара. Он обучался в своем родном городе — Керманшахе — и особое внимание уделял персидской и арабской литературе, грамматике, риторике и истории. Он начал писать стихи еще в юности, несмотря на протесты отца. Когда Хоссейн-Коли Солтани Калхар услышал стихи молодого Мохаммада, он похвалил талант юноши и предложил ему подобрать себе псевдоним. Таким образом, как литератор он стал широко известен под псевдонимом Хосрави.
Ала ад-Доуле, губернатор Керманшаха, восхищенный знаниями и способностями Хосрави, предложил ему работу в своей канцелярии. В 1901 году Ала ад-Доуле стал губернатором провинции Фарс, и Хосрави тоже пришлось переехать в Шираз. После этого он ненадолго переехал в Ирак, потом вернулся к себе на родину в Керманшах. Только последние несколько лет своей жизни писатель провел в Тегеране.

## Арест
Во время российской интервенции в Персию в 1909-1911 годах Хосрави оставался в Керманшахе, не желая покидать родину. Он скрывался в горах и пустынях, но через какое-то время был арестован солдатами армии Российской империи. По окончании интервенции Хосрави отпустили вместе с тысячами других иранцев.

## Доход
В течение всей своей жизни Хосрави брался за любую работу, чтобы заработать на жизнь себе и десяти своим детям. Он работал на таможне, в телеграфе, в суде, в различных редакциях и т.д. На закате жизни он не мог работать так же много, поэтому он скончался в бедности в 1919 году. Хосрави похоронен в мавзолее Ибн Бабуйе в Рее.

## Первый исторический роман
Вернувшись в Керманшах, Хосрави взялся за написание исторического романа «Шамс-о токра» ( перс.  شمس و طغرا‎ ). В последующие годы Хосрави добавлял новые главы к уже завершенному произведению. Написание романа было завершено в 1870 году, он был выпущен в трех томах, каждый из которых имел свое название. Однако публикация романа была отстрочена, и произведение увидело мир только в 1910 году.
В романе описывается период монгольского нашествия на Иран. Придирчиво относясь к историческим деталям, Хосрови написал захватывающую историю любви в контексте сложного для страны периода.
Роман охватывает 24-летний период XIII века, который пришелся на правление Абаша Хатуна, последнего атабека династии Сельджукидов и дочери атабека Сейеда ибн Абубакра в Фарсе. Это совпадает с правлением Абага-хана, Ахмада Таквара и Аргун-хана в государстве Халагуидов.
Помимо этого романа, Хосрави также написал сборник стихов «Диван-е Хосрави» ( перс.  دیوان اشعار خسروی‎ ), выпущенный в Тегеране в 1887 году.